# Rijal Almaa

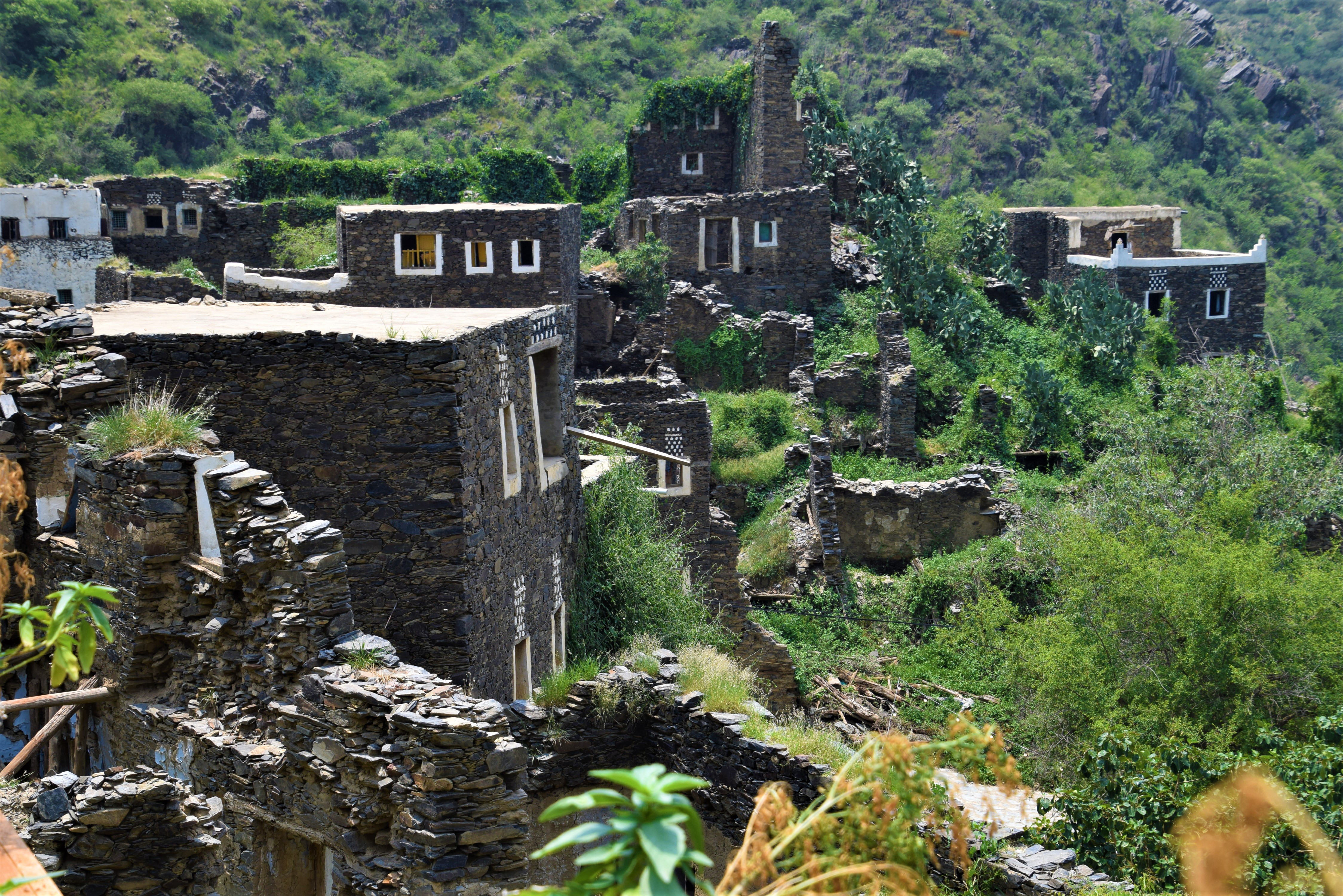
Casas de Rijal Almaa.

Rijal Almaa (en árabe: رجال ألمع‎) es una localidad situada en la provincia de Asir, en el suroeste de Arabia Saudita. Se encuentra a unos 50 km al oeste de Abha, en la confluencia de las rutas entre Yemen, el Levante (La Meca y Medina) y el Mar Rojo.
Rijal Almaa contiene alrededor de sesenta edificios de varios pisos hechos de piedra, arcilla y madera. El pueblo tiene importancia histórica, ya que cuenta con una serie de largas y antiguas fortalezas. Como el pueblo está abierto a los visitantes, la gente puede llegar al lugar a través de una serie de caminos que incluyen el centro de Sawda, Aqabat Sama, Muhayil Asir y Hobail.

## Descripción
Muchas de las casas de Rijal Almaa destacan por su altura, que a veces alcanza los 7 pisos, y por su construcción con roca local y relucientes piezas de qwartz blanco. Los edificios estaban hechos de piedras y también tienen ventanas de madera de colores. También contienen inscripciones que aparecen en las paredes interiores de las habitaciones. El arte utilizado en estas inscripciones se conoce como Al-Qatt, en el que las mujeres del pueblo suelen colocar formas y colores armoniosos. En los patios exteriores de las casas hay algunas sillas de madera y esteras amuebladas, con formas coloreadas en verde, blanco, amarillo y rojo, también presentes en las ventanas y puertas de madera.
Se han construido torres de vigilancia alrededor de la ciudad y en lugares que ofrecen las máximas vistas de los alrededores. Los muros exteriores de las casas son tan gruesos como minifortalezas. Los balcones están construidos con madera local.

## Turismo y patrimonio
La localidad figura en la Lista del Patrimonio Mundial de Arabia Saudí de la UNESCO desde 2015.. Fue galardonada con el sello Mejores Pueblos Turísticos de la Organización Mundial del Turismo en 2021.

## El Museo
En el centro de la aldea hay un museo llamado Museo del Patrimonio de los Hombres más Brillantes, que tiene como sede el palacio de Al Al-wan, elegido porque incluye varias plantas, y el palacio ha pasado por obras de renovación en las que han participado los residentes. El museo exhibe el patrimonio único de la aldea, antigüedades y colecciones de manuscritos, herramientas y armas, ya que alberga más de dos mil antigüedades y documentos distribuidos en diecinueve secciones del museo.
El museo se encuentra en el fuerte Al Elwan. El fuerte ha sido renovado y los habitantes han recogido donaciones de objetos antiguos de su propiedad, todo ello bajo la supervisión de la artista local Fatima Ali Abu Qahhas. Fue inaugurado en 1987 por el príncipe Jalid Al-Faisal, entonces emir de la provincia de Asir. 30 000 personas visitaron el museo en 1997.

## Presa de Wadi Hali
La presa Wadi Hali está situada al norte del pueblo. La zona cuenta con numerosas casas tradicionales.

## Evolución delsigloXXI
En 2015, la Comisión Saudí de Turismo y Antigüedades emprendió un proyecto de rehabilitación en colaboración con el sector privado. Además, la población local creó un museo en uno de los fuertes del pueblo en 1985.
En 2017, el pueblo recibió el premio del Príncipe Sultán bin Salman al Patrimonio Urbano.

## Dialecto
Los habitantes de la región hablan el dialecto Rijal Almaa, conocido por 100 000 personas en Arabia Saudita (2009), pero cuyo uso está disminuyendo rápidamente.